# Hoya glabra
Hoya glabra ist eine Pflanzenart der Gattung der Wachsblumen (Hoya) aus der Unterfamilie der Seidenpflanzengewächse (Asclepiadoideae).

## Merkmale
Hoya glabra ist eine epiphytischer, hochkletternder, windender Halbstrauch mit fadenförmigen, verzweigten Trieben. Die spärlich beblätterten Triebe sind biegsam und kahl. Die ausgebreiteten, gegenständigen Blätter sind gestielt, die dicken Blattstiele sind 2,5 bis 3,2 cm lang. Die ledrigen Blattspreiten sind eiförmig, 14 bis 16 cm lang und etwas unterhalb der Mitte (näher zum Stiel) 7,5 bis 9,5 cm breit. Das größte bisher gefundene Blatt hatte eine Länge von 22 cm und eine Breite von 15 cm. Die Ober- und Unterseiten sind kahl. Die Basis ist gerundet, der Apex läuft allmählich spitz aus. Die Blattnervatur besteht aus drei Primärnerven, von denen Sekundärnerven abgehen.
Der fast kugelige Blütenstand enthält 15 bis 25 Blüten (25 bis 30 Blüten, bzw. 15 bis 50 Blüten). Die dicken Blütenstandsstiele sind 5 bis 6 cm lang und kahl. Die sehr schlanken, kahlen Blütenstiele sind 1,5 bis 2 cm lang. Die eiförmigen Kelchblätter sind etwa 2 mm lang und außen kahl. Lediglich die Ränder sind spärlich mit Zilien besetzt; der Apex ist stumpf. Die Blütenkrone hat einen Durchmesser von 1 cm und ist innen matt rosa, nach außen zu den Spitzen hin wird sie dunkler. Die Kronblätter sind in der basalen Hälfte verwachsen. Die eiförmigen Kronblattzipfel sind 0,5 cm lang, die Apices sind spitz und umgebogen. Sie sind außen kahl, lediglich die Apices sind kaum wahrnehmbar flaumig behaart. Die Nebenkrone ist dunkelrosa. Die fleischigen Nebenkronenzipfel sind annähernd horizontal ausgebreitet. Der innere Fortsatz ist kurz und schnabelförmig zugespitzt, der äußere Fortsatz ist spitz. Die Staubbeutel sind trapezoidal mit hyalinen Anhängen. Die Pollinia sind schlank mit einem breiten, hyalinen äußeren Rand. Sie verengen sich zu den Caudiculae deutlich. Die Caudiculae sind sehr kurz, das Corpusculum ist sehr klein und rhombisch. Der Griffelkopf ist konisch. Die Blüten duften nicht und sondern auch keinen Nektar ab. Somadee und Kühne schreiben dagegen: sondert viel Nektar ab. Die Blüten sind nur einen Tag offen, der gesamte Blütenstand verblüht in einer Nacht.

## Ähnliche Art
Hoya glabra soll nach Schlechter eng mit Hoya latifolia Blume (recte G.Don) verwandt sein.

## Geographische Verbreitung und Habitat
Die Art kommt auf Borneo in der indonesischen Provinz Kalimantan Timur  vor. Weitere Vorkommen sind aus den malaysischen Bundesstaaten Sabah und Sarawak bekannt. Plants of the World online gibt auch Sumatra als Verbreitungsgebiet an,  Somadee und Kühne nennen auch die Malaiische Halbinsel.
Schlechter fand sie nahe Long-Wahau am Mahakam auf Bäumen blühend im August 1901. Man findet bevorzugt im Halbschatten an den Waldrändern der Regenwälder.

## Taxonomie
Das Taxon wurde 1908 von Rudolf Schlechter beschrieben. Der Typus wird unter der Nummer Schlechter #13458, im Herbarium des Botanischen Garten Berlin aufbewahrt. Rodda bestimmte dieses Exemplar zum Lectotypus. Die Datenbank Plants of the World online akzeptiert das Taxon als gültige Art.